# NGC 5096
NGC 5096 é uma galáxia lenticular na direção da constelação de Canes Venatici. O objeto foi descoberto pelo astrônomo William Herschel em 1787, usando um telescópio refletor com abertura de 18,7 polegadas. Devido a sua moderada magnitude aparente (+14), é visível apenas com telescópios amadores ou com equipamentos superiores.